# Justiční palác (Nitra)
Justiční palác se nachází v nitranské městské části Staré město. Oficiální adresa paláce je Štúrova 9

## Historie
Výstavba budovy soudu byla zahájena v srpnu 1901 a dokončena v roce 1903. Je to monumentální reprezentační secesní stavba palácového typu. Autory projektu byli budapešťští architekti Štefan Kiss a J. Csellágh. V roce 1906 byla k budově soudu přistavěna také věznice.
Od začátku tento městský palác slouží pro účely soudnictví. Tento účel zohlednili architekti v provedení budovy. Hlavní fasádě dominují dvě sochy v nadživotní velikosti, symbolizující spravedlnost. Jsou to kamenné sochy Justice a řecké bohyně Themis. Jedna má v ruce váhy a druhá zákoník. Sovy s roztaženými křídly, které jsou symboly moudrosti, se nacházejí ve vstupní hale, i v hlavní soudní síni.
Justiční palác je jednou z nejvýznamnějších dominant nitranského Dolního města.